# 울버린과 엑스맨
《울버린과 엑스맨》(영어: Wolverine and the X-Men)은 마블 코믹스의 엑스맨과 그 일원 울버린을 주인공으로 한 미국 TV 애니메이션이다. 닉툰스 채널에서 2009년 방영되었다.

## 성우진

### 주역
- 스티븐 블룸 - 울버린, 배니셔, 빈달루, 피버 피치
- 수전 댈리언 - 스톰, 카비타 라오 박사
- 제니퍼 헤일 - 진 그레이, 붐 붐
- 대니엘 주도비츠 - 섀도캣, 틸디 솜스
- 톰 케인 - 매그니토, 소턴 교수
- 유리 로언솔 - 아이스맨
- 놀런 노스 - 사이클롭스, 콜로서스, 파이로, 버저커
- 리엄 오브라이언 - 엔젤/아크엔젤, 나이트크롤러, 나이트로
- 로저 크레이그 스미스 - 포지, 헬리언, 카말, 센티널 로버
- 프레드 태터쇼어 - 비스트, 헐크, 블록버스터, 저거노트, 하푼
- 키런 밴덴블링크 - 로그
- 카리 월그렌 - 에마 프로스트, 마그마, 시빌 제인 박사, 크리스티 노드
- 짐 워드 - 프로페서 X, 워런 워딩턴 2세, 에이브러햄 코닐리어스, 센티널스

### 조역
- 찰리 애들러 - 모조, 리버스
- 타마라 버니어 - 미스티크
- 클랜시 브라운 - 미스터 시니스터
- 벤저민 브라이언 - 어린 스콧 서머스
- A. J. 버클리 - 토드
- 코리 버턴 - 존 그레이
- 그레이 딜라일 - 사일록, 스파이럴, 네트워크
- 앨릭스 데저트 - 닉 퓨리
- 리처드 도일 - 로버트 켈리 상원의원
- 크리스 에절리 - 해스킷 요원
- 크리스핀 프리먼 - 멀티플맨, 매버릭
- 케이트 히긴스 - 스칼렛 위치, 픽시
- 마크 힐드레스 - 퀵실버
- 마이클 아이언사이드 - 모스 대령
- 도미닉 제인스 - 스퀴드보이
- 필 러마 - 갬빗, 볼리버 트래스크
- 피터 루리 - 세이버투스
- 게이브리얼 맨 - 브루스 배너 박사
- 버네사 마셜 - 버티고
- 그레이엄 맥태비시 - 서배스천 쇼
- 리자 델문도 - 폴라리스
- 러레인 뉴먼 - 마저리
- 케빈 마이클 리처드슨 - 섀도 킹, 비숍
- 제임스 시에 - 야쿠자 두목, 오군 선생
- 안드레 솔리우초 - 아크라이트
- 스티븐 스탠턴 - 블롭
- 에이프릴 스튜어트 - 셀렌
- 타라 스트롱 - 매로, 더스트, 파이어스타, X-23, 스템퍼드 쿠쿠스
- 제임스 패트릭 스튜어트 - 아발란체
- 그웬돌린 요 - 도미노, 마스터 몰드, 야시다 마리코
- 키언 영 - 실버 사무라이